# Tommy Turrentine
Thomas Walter Turrentine, Jr. [ˈtʌɹn̩tiːn] (* 22. April 1928 in Pittsburgh; † 15. Mai 1997) war ein Modern-Jazz- und Hardbop-Trompeter in den 1940ern, 1950er und 1960er Jahren.
Von 1946 bis 1956 spielte er in den Combos von Benny Carter (1946), Earl Bostic (1952–1955) und Charles Mingus (1956). Außerdem arbeitete er in dieser Zeit in den Big Bands von Billy Eckstine, Dizzy Gillespie und Count Basie. Von 1959 bis 1960 war er mit seinem jüngeren Bruder, dem Tenorsaxophonspieler Stanley Turrentine, bei Max Roach beschäftigt. In den frühen 1960er machte er Aufnahmen als Bandleader (Tommy Turrentine, Tommy Turrentine plus Max Roach) und spielte auf Platten von Horace Parlan, Jackie McLean, Sonny Clark, Lou Donaldson, Dexter Gordon und seinem Bruder Stanley. Dann zog er sich von der Jazzszene zurück.

## Lexikalische Einträge
- Richard Cook, Brian Morton: The Penguin Guide to Jazz on CD. 6. Auflage. Penguin, London 2002, ISBN 0-14-051521-6.
- Leonard Feather, Ira Gitler: The Biographical Encyclopedia of Jazz. Oxford University Press, New York 1999, ISBN 0-19-532000-X.